# Coniogenes
Coniogenes é um gênero de traça pertencente à família Agonoxenidae.